# 小花车前
小花车前（学名：Plantago tenuiflora）为车前科车前属下的一个种。

## 扩展阅读
- 維基物種上的相關：小花车前